# Èxit a qualsevol preu
Èxit a qualsevol preu (títol original en anglès: Glengarry Glen Ross) és una pel·lícula dels Estats Units estrenada el 1992, dirigida per James Foley i escrita per David Mamet, basada en la seva obra de teatre homònima de 1984, guanyadora d'un Premi Pulitzer de teatre. La pel·lícula mostra dos dies a la vida de quatre venedors d'una immobiliària i la seva creixent desesperació quan l'oficina corporativa envia un entrenador motivacional per amenaçar-los que tots, menys els dos venedors que tinguin millors resultats, seran acomiadats en una setmana. Ha estat doblada al català.

## Argument
Un executiu d'una societat immobiliària anuncia als venedors una important reestructuració de personal. Els millors es quedaran i els confiaran la comercialització d'un lot de terrenys particularment cobejat, mentre que els altres seran simplement despatxats. El millor venedor serà recompensat amb un Cadillac, i el segon més eficient amb un joc de ganivets. Els venedors reaccionen de diferents formes a aquesta situació i comencen a parar-se trampes i a fer tot el que sigui necessari, incloent-hi el robatori de les fitxes o targetes de presentació dels potencials clients, ja que tots volen conservar el seu lloc de treball.

## Repartiment
- Al Pacino: Ricky Roma
- Jack Lemmon: Shelley Levene
- Alec Baldwin: Blake
- Ed Harris: Dave Moss
- Alan Arkin: George Aaronow
- Kevin Spacey: John Williamson
- Jonathan Pryce: James Lingk
- Bruce Altman: M. Spannel
- Paul Butler: el policia
- Jude Ciccolella: el detectiu

## Premis i nominacions

### Premis
- 1992: National Board of Review: Millor actor (Jack Lemmon)
- 1992: Copa Volpi en el Festival Internacional de Cinema de Venècia: Millor actor (Jack Lemmon)[3]

### Nominacions
- 1992: Oscar al millor actor secundari (Al Pacino)
- 1992: Globus d'Or al millor actor secundari (Al Pacino)

## Crítica
"La grandesa dramàtica de Mamet es converteix en un esclat de cinema tan agressiu com aïrat. (...) L'obra mestra es completa amb el treball d'uns actors senzillament memorables."